# Joanna Johnston
Joanna Johnston (1954) è una costumista britannica.
È stata candidata due volte all'Oscar ai migliori costumi per Lincoln (2012) e Allied - Un'ombra nascosta (2016).

## Biografia
Ha collaborato più volte con Steven Spielberg e Robert Zemeckis; nel 2013 ricevette la sua prima candidatura al Premio Oscar ai migliori costumi per il film Lincoln, come nel 2018 per Allied - Un'ombra nascosta.
Nel 2018 ricevette il Costume Designers Guild Awards alla carriera.

## Filmografia parziale
- Hellraiser, regia di Clive Barker (1986)
- Chi ha incastrato Roger Rabbit (Who Framed Roger Rabbit), regia di Robert Zemeckis (1988)
- Indiana Jones e l'ultima crociata (Indiana Jones and the Last Crusade), regia di Steven Spielberg (1989)
- Ritorno al futuro - Parte II (Back to the Future Part II), regia di Robert Zemeckis (1989)
- Ritorno al futuro - Parte III (Back to the Future Part III), regia di Robert Zemeckis (1990)
- La morte ti fa bella (Death Becomes Her), regia di Robert Zemeckis (1992)
- Forrest Gump, regia di Robert Zemeckis (1994)
- Contact, regia di Robert Zemeckis (1997)
- Salvate il soldato Ryan (Saving Private Ryan), regia di Steven Spielberg (1998)
- The Sixth Sense - Il sesto senso (The Sixth Sense), regia di M. Night Shyamalan (1999)
- Cast Away, regia di Robert Zemeckis (2000)
- Unbreakable - Il predestinato (Unbreakable), regia di M. Night Shyamalan (2000)
- About a Boy - Un ragazzo (About a Boy), regia di Paul e Chris Weitz (2002)
- Polar Express, regia di Robert Zemeckis (2004)
- La guerra dei mondi (War of the Worlds), regia di Steven Spielberg (2005)
- Munich, regia di Steven Spielberg (2005)
- Lincoln, regia di Steven Spielberg (2012)
- Mission: Impossible - Rogue Nation, regia di Christopher McQuarrie (2015)
- Il GGG - Il grande gigante gentile (The BFG), regia di Steven Spielberg (2016)
- Allied - Un'ombra nascosta (Allied), regia di Robert Zemeckis (2017)
- Benvenuti a Marwen (Welcome to Marwen), regia di Robert Zemeckis (2018)
- Le streghe (The Witches), regia di Robert Zemeckis (2020)
- Jurassic World - Il dominio (Jurassic World Dominion), regia di Colin Trevorrow (2022)
- Indiana Jones e il quadrante del destino (Indiana Jones and the Dial of Destiny), regia di James Mangold (2023)
- Il club dei delitti del giovedì (The Thursday Muder Club), regia di Chris Columbus (2025)

## Riconoscimenti
Premio Oscar
- 2013 Candidatura come migliori costumi per Lincoln
- 2017 Candidatura come migliori costumi per Allied - Un'ombra nascosta

BAFTA
- 2013 Candidatura come migliori costumi per Lincoln
- 2017 Candidatura come migliori costumi per Allied - Un'ombra nascosta